# (36726) 2000 RS46
2000 RS46 (asteroide 36726) é um asteroide da cintura principal. Possui uma excentricidade de 0.18045960 e uma inclinação de 5.84574º.
Este asteroide foi descoberto no dia 3 de setembro de 2000 por LINEAR em Socorro.